# Schloss Feštetić

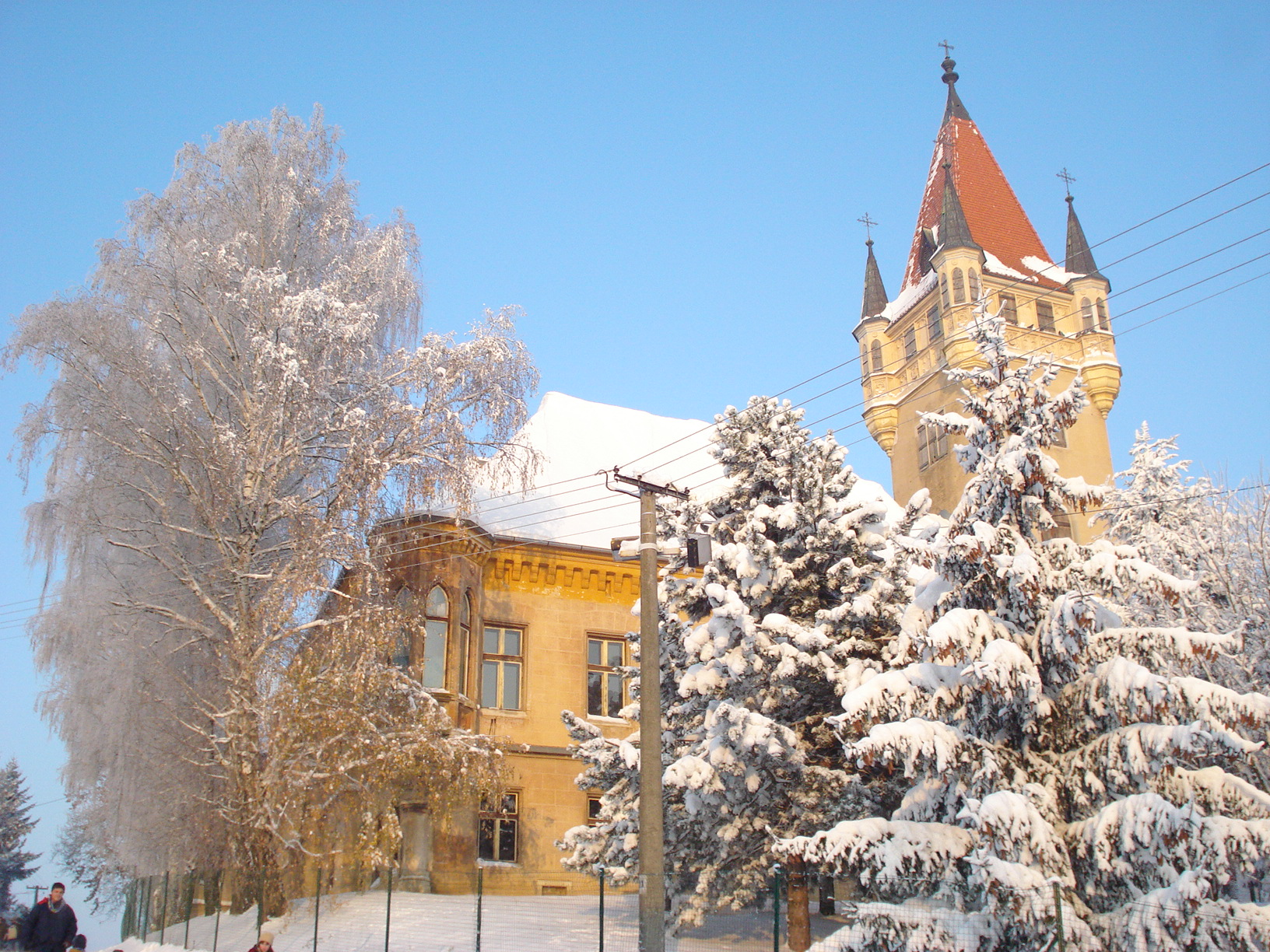
Winter-Idylle am Schloss Feštetić (Blick von der Südseite)

Das Schloss Feštetić (kroatisch: Dvorac Feštetić oder Kaštel Feštetić) befindet sich im Norden Kroatiens in der Ortschaft Pribislavec bei der Stadt Čakovec.
Den Namen trägt das Schloss dank des Adelsgeschlechts Feštetić, dessen Mitglieder es von 1791 bis 1923 besaßen. Frühere Besitzer des Schlosses waren unter anderem die Fürsten von Zrinski.
Das Schloss war im 16. und 17. Jahrhundert von einem herrlichen Park mit Garten und Kapelle umgeben. Später wurde es mehrmals umgebaut und erneuert, zum Beispiel gegen 1870 von Graf György Festetics im neogotischen Stil.
Seit dem Zweiten Weltkrieg dient die Anlage in der Gespanschaft Međimurje als lokale Grundschule.

## Fotos

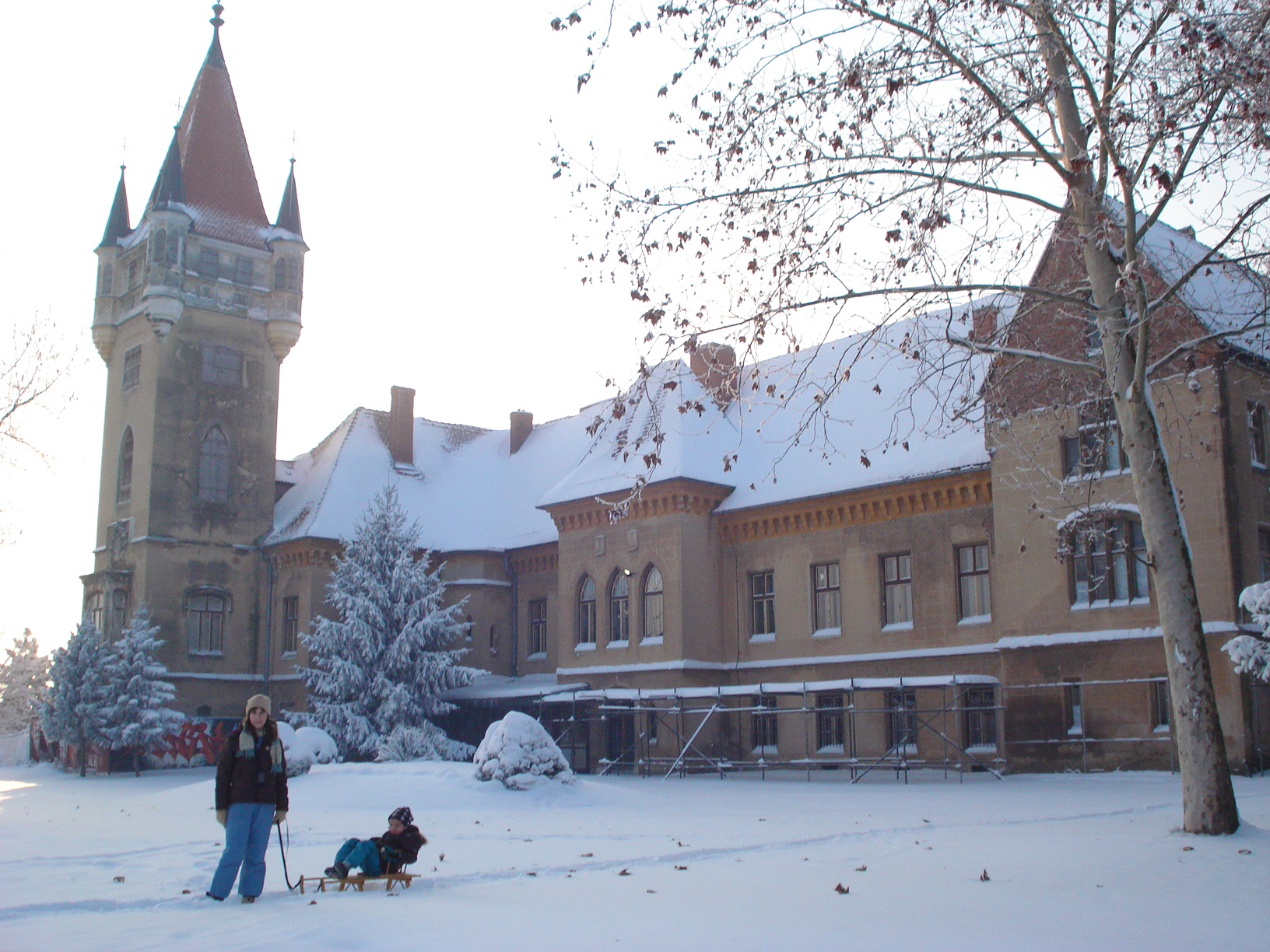
Schloss Feštetić im Winter (Ostseite)
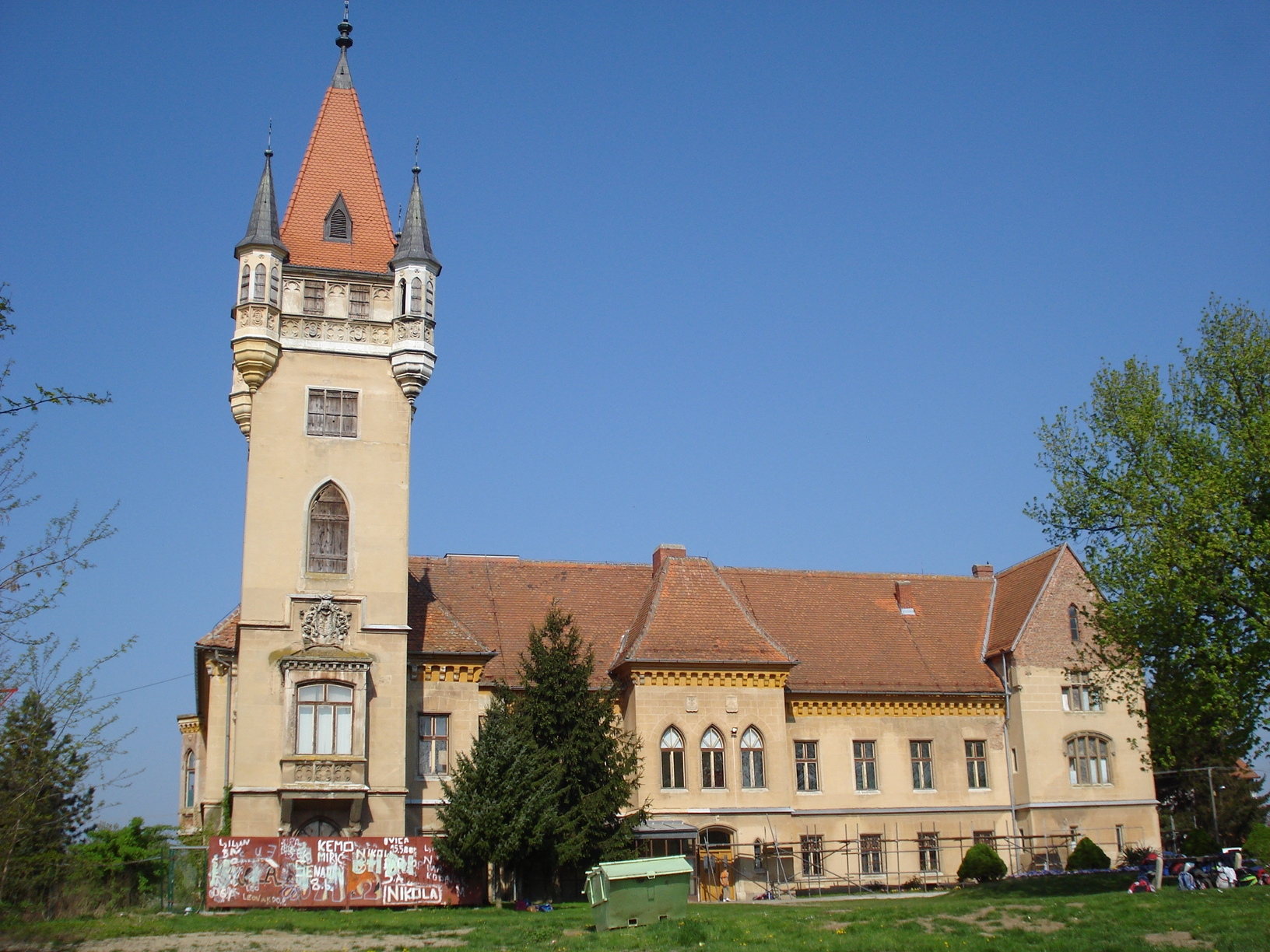
Frühling am Schloss
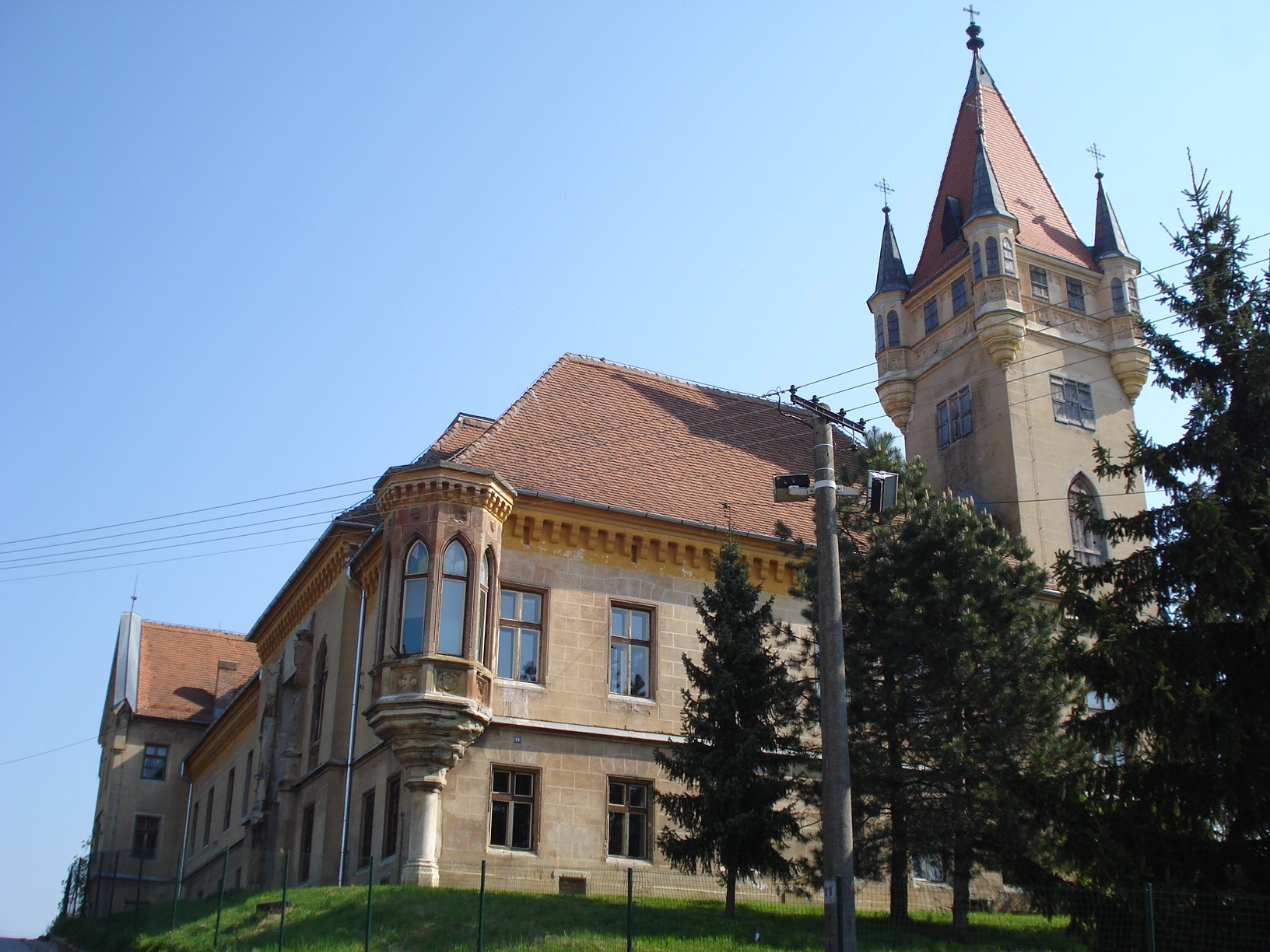
Südwestseite des Schlosses